# Stanisław Zając (chirurg)
Stanisław Zając (ur. 1 stycznia 1939 w Chrobrzu, zm. 26 października 2020) – polski chirurg, naukowiec.
W latach 1960–1968 wolontariusz, asystent w Zakładzie Anatomii Prawidłowej AM w Warszawie; 1964–1968 kierownik Punktu Krwiodawstwa w PSK Nr 1 AM w Warszawie; 1964–1968 wolontariusz w I Klinice Chirurgicznej AM w Warszawie; 1968–1975 starszy asystent w I Klinice Chirurgicznej AM w Warszawie; 1975–1993 adiunkt, docent Kliniki Chirurgii Naczyń i Transplantologii Instytutu Chirurgii AM w Warszawie (1986–1987 p.o. kierownik Kliniki Chirurgii Naczyń i Transplantologii AM w Warszawie); 1993–1999 profesor nadzwyczajny w Klinice Chirurgii Naczyń i Transplantologii AM w Warszawie; 1999–2005 profesor zwyczajny w Klinice Chirurgii Ogólnej, Naczyniowej i Transplantacyjnej AM w Warszawie (zlokalizowanej w Centralnym Szpitalu Klinicznym Uniwersyteckiego Centrum Klinicznego WUM przy ul. Banacha 1A).

## Życiorys
Urodził się w rodzinie robotniczo-chłopskiej. Szkołę podstawową ukończył w Chrobrzu, a liceum ogólnokształcące w Pińczowie. Egzaminy maturalne zdał z wyróżnieniem 5 maja 1956 r. W tym też roku został przyjęty na Wydział Lekarski Akademii Medycznej w Warszawie. Studia ukończył w terminie. Dyplom lekarski otrzymał, po odbyciu stażu przeddyplomowego w szpitalach warszawskich, 27 maja 1963 r.
Od trzeciego roku studiów aż do ich ukończenia należał do Studenckiego Naukowego Koła Chirurgicznego przy I Klinice Chirurgicznej AM w Warszawie. Opiekunem Koła był ówczesny adiunkt Kliniki dr Józef Miller. Od piątego roku studiów, a więc od 1960 r. do maja 1968 r., w godzinach popołudniowych, pracował w Zakładzie Anatomii Prawidłowej AM w Warszawie w charakterze asystenta; Kierownikiem Zakładu był prof. Witold Sylwanowicz. Roczny staż podyplomowy odbył w Szpitalu Miejskim w Żyrardowie.
Od 15.12.1964 r. do 01.11.1968 r. pracował w Państwowym Szpitalu Klinicznym Nr 1 w Warszawie przy ul. Nowogrodzkiej 59, w charakterze lekarza Punktu Krwiodawstwa. Był jego budowniczym, organizatorem, pierwszym kierownikiem i pierwszym dawcą krwi. W tym też czasie, w ramach wolontariatu, specjalizował się w chirurgii ogólnej w I Klinice Chirurgicznej AM w Warszawie; kierownikiem Kliniki był profesor Jan Nielubowicz. Specjalizację I-ego stopnia w dziedzinie chirurgii ogólnej uzyskał w 1968 r., a specjalizację II-ego stopnia w dziedzinie chirurgii ogólnej – w 1973 r. W omawianym wyżej okresie, również jako wolontariusz, pracował w Zakładzie Chirurgii Doświadczalnej PAN; kierownikiem Zakładu był także profesor Jan Nielubowicz, a jego zastępcą obecny profesor Waldemar Olszewski. Pod ich kierunkiem zrobił pracę doktorską na temat: „Naturalne połączenia chłonno-żylne między zbiornikiem mleczu (cysterna chyli) a żyłą główną dolną”; promotorem pracy był profesor Jan Nielubowicz. Stopień doktora nauk medycznych Rada Wydziału Lekarskiego AM w Warszawie nadała mu Uchwałą z dnia 26.01.1970 r. Za pracę tę ogłoszoną w Polskim Przeglądzie Chirurgicznym (1971, XLIII, 10, 1490), Zarząd Główny Towarzystwa Chirurgów Polskich przyznał mu nagrodę naukową I stopnia; uroczyste wręczenie nagrody nastąpiło 15.09.1972 r. na Walnym Zebraniu Towarzystwa Chirurgów Polskich w Lublinie; Prezesem Towarzystwa Chirurgów Polskich był profesor T. Jacyna, a przewodniczącym Komisji Nagród Naukowych profesor M. Stefanowski. Był już wtedy pracownikiem I. Kliniki Chirurgicznej AM w Warszawie, albowiem do pracy w Klinice został przyjęty 1.11.1968 r.; początkowo był starszym asystentem, a od 1.10.1976 r. – adiunktem tej Kliniki, przemianowanej później na Klinikę Chirurgii Naczyń i Transplantologii Instytutu Chirurgii AM w Warszawie i przeniesionej do budynku przy ul. Banacha 1A. Kierownikiem Instytutu i Kliniki jednocześnie został profesor Jan Nielubowicz.
W dniach 15.01.1974 r. – 15.01.1975 r. przebywał na stypendium naukowym w Surgical-Medical Research Institute, Faculty of Medicine, University of Alberta w Edmonton w Kanadzie. W 1979 r. ukończył Kurs Mikrochirurgii i Transplantacji Narządów pod kierunkiem profesora Sun Lee z Uniwersytetu w San Diego (Kalifornia) oraz pod kierunkiem profesora Waldemara Olszewskiego; kurs zorganizowała w Warszawie Polska Akademia Nauk.
28.11.1979 r. Rada I Wydziału Lekarskiego AM w Warszawie nadała mu stopień naukowy doktora habilitowanego nauk medycznych w zakresie chirurgii; przewodniczącym Rady był wówczas profesor B. Szczygieł. Nastąpiło to na podstawie przeprowadzonego przewodu habilitacyjnego i pracy habilitacyjnej pod tytułem: „Badania nad patomechanizmem fenomenu Raynaud’a”. Uchwała Rady została zatwierdzona dnia 31.03.1980 r. przez Centralną Komisję Kwalifikacyjną do Spraw Kadr Naukowych przy Prezesie Rady Ministrów.
W roku akademickim 1980/81 z polecenia dziekana I Wydziału Lekarskiego oraz Dyrekcji Instytutu Chirurgii zorganizował i prowadził wykłady dla studentów Oddziału Stomatologicznego AM w Warszawie; zajęcia te kończyły się egzaminem.
Dnia 25.11.1982 r. Minister Zdrowia i Opieki Społecznej Tadeusz Szelachowski mianował go na stanowisko docenta w AM w Warszawie, na wniosek kierownika Kliniki Chirurgii Naczyń i Transplantologii Instytutu Chirurgii AM w Warszawie – profesora Jana Nielubowicza, Rady Naukowej Instytutu Chirurgii oraz Rady I Wydziału Lekarskiego AM; dziekanem I Wydziału Lekarskiego był wówczas profesor J. Komender.
W roku 1983 w ramach stypendium British Council odbył szkolenie chirurgiczne w Londynie, Birmingham, Cambridge oraz Bristolu.
1.10.1986 r. rektor AM w Warszawie profesor B. Pruszyński, po przejściu profesora Jana Nielubowicza na emeryturę, mianował go na stanowisko p.o. Kierownika Katedry i Kliniki Chirurgii Naczyń i Transplantologii Instytutu Chirurgii I Wydziału Lekarskiego AM w Warszawie. Nastąpiło to w następstwie osobistej prośby profesora Nielubowicza oraz decyzji Rady Naukowej Instytutu Chirurgii; obowiązki te pełnił od 01.10.1986 r. do 30.09.1987 r. Będąc wtedy docentem doktorem habilitowanym nauk medycznych nie przystępował do konkursu na rzeczywistego kierownika Kliniki. W omawianym okresie udało się wraz z zespołem nie tylko utrzymać dotychczasowe zainteresowania Kliniki (patologia naczyniowa, nadciśnienie wrotne, chirurgia gruczołów wewnętrznego wydzielania, przeszczepianie nerek), ale nawet rozszerzyć je o resekcję tkanki wątrobowej i znacznie zwiększyć tempo pracy. W ciągu roku wykonali 862 operacje planowe, 236 operacji ostro-dyżurowych i 124 operacji przeszczepienia nerek. Była to rekordowa ilość operacji w dotychczasowej historii Kliniki przy ul. Banacha 1A (dominowały duże operacje naczyniowe). Zwiększyli także efektywność ćwiczeń ze studentami V roku wprowadzając system indywidualnej odpowiedzialności asystenta.
W trakcie swojej pracy w I. Klinice Chirurgicznej, a następnie w Klinice Chirurgii Naczyń i Transplantologii oraz w Zakładzie Chirurgii Doświadczalnej PAN, pod kierownictwem prof. J. Nielubowicza, brał udział w większości prac naukowych klinicznych i doświadczalnych prowadzonych w tym czasie w Klinice. Uczestniczył w pierwszych i następnych operacjach przeszczepiania nerek, perfuzji wątroby, w doświadczalnym przeszczepianiu wątroby i jelit. W 1975/1976 r. kierował zespołem przeszczepiającym nerki. Przez 10 lat prowadził Punkt Konsultacyjny przy Klinice. Od 1982 r. oficjalnie zastępował kierownika Kliniki prof. Nielubowicza w czasie jego wyjazdów zagranicznych, urlopów, pełnienia funkcji Rektora.
Z historycznego punktu widzenia I Klinikę Chirurgiczną od jej początków do 1987 r. (w 1975 r. przemianowaną na Klinikę Chirurgii Naczyń i Transplantologii) kierowali: Leon Kryński (1918–1920), Antoni Leśniowski (1920–1936), Zygmunt Radliński (1936–1939), Marian Stefanowski (1939–1944), Tadeusz Butkiewicz (1945–1958), Zdzisław Łapiński (1958–1959), Jan Nielubowicz (1959–1986), Stanisław Zając (1986–1987). Od 1987 r. do 1999 r. Kliniką kierował Tadeusz Tołłoczko, który również pełnił funkcję Rektora AM w Warszawie.
Dnia 17.11.1992 r. na posiedzeniu Komisji do Spraw Przemianowań Rady I Wydziału Lekarskiego AM w Warszawie, Komisja w składzie: dziekan prof. A. Karwowski (przewodniczący), prof. H. Chlebus, prof. S. Kruś, prof. M. Szostek, po zapoznaniu się z całością dokumentacji dotyczącej wniosku, jaki przedstawił ówczesny kierownik Kliniki – prof. Tadeusz Tołłoczko oraz biorąc pod uwagę oceny, jakie w tej sprawie przedstawili: prof. Otmar Gedliczka – kierownik II Katedry i Kliniki Chirurgii Ogólnej AM w Krakowie, członek Zarządu Głównego Towarzystwa Chirurgów Polskich; prof. Zygmunt Mackiewicz – kierownik Katedry i Kliniki Chirurgii Ogólnej i Naczyń AM w Bydgoszczy, członek Zarządu Głównego Towarzystwa Chirurgów Polskich; prof. Jerzy Michalak – kierownik Kliniki Chirurgii Naczyń AM w Lublinie, członek Zarządu Głównego Towarzystwa Chirurgów Polskich; w swoim protokóle stwierdziła, że: „Na podstawie szczegółowej analizy działalności naukowej, dydaktycznej i organizacyjnej docenta Stanisława Zająca Komisja ds. Przemianowań Rady I Wydziału Lekarskiego AM w Warszawie stwierdza, że kandydat: 1) ma duże osiągnięcia w pracy naukowej; przy czym dorobek swój znacznie powiększył w okresie po uzyskaniu stopnia doktora habilitowanego, 2) aktualnie uczestniczy w pracy dydaktyczno-wychowawczej, 3) jest dobrym klinicystą, doświadczonym chirurgiem i organizatorem pracy zawodowej. W świetle powyższych faktów, pozytywnych ocen recenzentów, jak również zgodnego wspólnego stanowiska Komisja jednomyślnie przedstawia Wysokiej Radzie I Wydziału Lekarskiego wniosek w sprawie nadania doc. dr hab. n. med. Stanisławowi Zającowi tytułu naukowego profesora”. Rada I Wydziału Lekarskiego AM w Warszawie w tajnym głosowaniu pozytywnie poparła wniosek Komisji i w następstwie tego, dnia 13.03.1993 r. Prezydent Rzeczypospolitej Polskiej Lech Wałęsa nadał mu tytuł naukowy profesora nauk medycznych. Po tej nominacji ówczesny rektor AM w Warszawie prof. Tadeusz Tołłoczko, na podstawie Ustawy o Szkolnictwie Wyższym z dnia 12.09.1979 r. (Dz.U. Nr 65, poz.385), mianował go dnia 01.04.1993 r. na stanowisko profesora nadzwyczajnego AM w Warszawie, na okres 5 lat.
1.01.1999 r. Minister Zdrowia i Opieki Społecznej Wojciech Maksymowicz mianował go na stałe, na stanowisko profesora zwyczajnego w Akademii Medycznej w Warszawie.
26.04.2002 r. Rektor AM w Warszawie prof. J. Piekarczyk powołał go, już jako prof. dr hab. nauk medycznych, profesora zwyczajnego w Katedrze i Klinice Chirurgii Ogólnej i Transplantacyjnej, w skład nowo powstałej Rady Wydziału Kształcenia Podyplomowego. Klinika w 1999 r. ponownie zmieniła nazwę na Klinikę Chirurgii Ogólnej, Naczyniowej i Transplantacyjnej. Członkiem Rady Wydziału Kształcenia Podyplomowego był do 2005 r.; dziekanem Wydziału był prof. W. Noszczyk.
W dniach 01.06.2003 r. – 31.05.2004 r. rektor AM prof. J. Piekarczyk udzielił mu rocznego urlopu naukowego, zgodnie z art. 109 pkt 3 Ustawy o Szkolnictwie Wyższym (Dz. U. Nr 65 poz.385) oraz na podstawie Statutu Akademii Medycznej w Warszawie (Dział VIII, rozdz. 2, paragraf 124, p.7). Urlop ten poświęcił: 1) w głównej mierze na napisanie podręcznika chirurgii dla studentów medycyny; 2) na dokończenie trudnych badań, opracowanie ich wyników i przygotowanie do druku, na temat wydolności autonomicznego układu nerwowego u chorych z napadami fenomenu Raynaud’a; 3) na doprowadzenie do zakończenia (jako promotor) przewodu doktorskiego lekarza z Oddziału Chirurgii Szpitala Powiatowego w Staszowie – lek. med. Macieja Szymańskiego.
W 2005 roku, w 67 roku życia, po 42 latach od otrzymania dyplomu lekarskiego, po 37 latach pracy w Akademii Medycznej w Warszawie, ze względów rodzinnych przeszedł na emeryturę.
W ciągu 40 lat pracy zawodowej brał udział jako operator bądź asystent w 16920 operacjach, na dyżurach lekarskich spędził 1763 doby. Jako jedyny spośród adiunktów, docentów, profesorów pracował z prof. Janem Nielubowiczem nieprzerwanie od początku, tzn. od 1960 r. do przejścia jego na emeryturę w 1986 r.
W całym jego życiu zawodowym i naukowym bardzo ważną, nieocenioną rolę od 1964 r. odegrała jego żona dr Danuta Borkowska-Zając, lekarz specjalista II stopnia z chorób dzieci, autorka sześciu prac naukowych z pediatrii. Była inspiratorem jego prac naukowych, korektorem i pierwszym recenzentem. Stworzyła mu w domu warunki do pracy naukowej, wychowała ich córkę Małgorzatę, która została magistrem ekonomii.
Z okazji jubileuszu 40 lat pracy zawodowej oraz w związku z przejściem na emeryturę otrzymał od Rektora AM w Warszawie w dniu 14.06.2004 r. pisemne podziękowanie za długoletnią pracę w Akademii Medycznej; dnia 20 czerwca 2005 został odznaczony Krzyżem Kawalerskim Orderu Odrodzenia Polski.

## Prace naukowe
Stanisław Zając był autorem bądź współautorem 158 publikacji naukowych, 72 doniesień na Zjazdach Towarzystw Naukowych oraz 20 referatów naukowych na Posiedzeniach Towarzystw Naukowych Oddziału Warszawskiego. Wśród prac opublikowanych 31 ukazało się w języku angielskim, między innymi w takich czasopismach jak: Surg. Gyn. Obs., Pharmacology, Surg. Res., J. Cardiovascular Surg., J. of Biomechanical Engineering, Med. Sci. Monit.
Wśród prac opublikowanych 55 – to prace doświadczalne, 60 – oryginalne badawcze prace kliniczne, 23 – prace kazuistyczne, 5 – prace poglądowe i 15 prac w formie rozdziałów podręcznikowych.
Tematyka opublikowanych prac obejmuje 53 prace z dziedziny chirurgii naczyniowej, 44 prace – z gastroenterologii, 5 prac – z dziedziny chirurgii obrażeń wielonarządowych, 15 prac – z anatomii prawidłowej i patologicznej, 22 prace – z dziedziny chirurgii ogólnej i endokrynologicznej, inne – 19 prac.
Wśród prac z dziedziny chirurgii naczyniowej na szczególną uwagę zasługują prace nad patomechanizmem napadów fenomenu Raynaud’a. Po raz pierwszy udało się udowodnić (praca habilitacyjna), że w sinej fazie napadu otwierają się połączenia tętniczo-żylne w obrębie palców rąk i że u chorych z napadami fenomenu Raynaud’a w 96% przypadków występują zmiany zwyrodnieniowe w szyjnym odcinku kręgosłupa zniekształcające symetrycznie otwory międzykręgowe. Wcześniej w pracy doktorskiej, która była pracą doświadczalną na psach, wykrył połączenie chłonno-żylne między zbiornikiem mleczu (cisterna chyli) a żyłą główną dolną. W pracach doświadczalnych dotyczących badań przepływu cieczy newtonowskiej w mechanicznych modelach niedrożności tętnic łuku aorty, znalazły miejsce oryginalne pomysły. Wyniki tych prac wyjaśniają od strony fizycznej wiele nieznanych dotąd zjawisk związanych z przepływem krwi w tętnicach łuku aorty w przypadkach ich miażdżycowego zwężenia lub niedrożności. Do ciekawszych należy praca na temat wpływu zwichrzenia łuku aorty na rozkład wydatków w tętnicach szyjnych i podobojczykowych. Wyjaśniono w niej, dlaczego w jednych przypadkach materiał zatorowy pochodzący z lewej komory serca wędruje do tętnic kończyn górnych lub do tętnic szyjnych, a w innych – do aorty brzusznej i tętnic kończyn dolnych. Prace te prowadził we współpracy z Wydziałem Inżynierii Mechanicznej Uniwersytetu Alberta w Edmonton, w Kanadzie. Konsekwencją tej współpracy jest pewnego rodzaju wyróżnienie przez umieszczenie jego biografii naukowej w III wydaniu International Directory of Distinquished Leadership wydanym przez American Biographical Institute, Inc.
W grupie prac z dziedziny gastroenterologii znajdują się również prace doświadczalne i kliniczne. Prace kliniczne oparte są na dużym materiale chorych. Dotyczą one leczenia obfitych masywnych krwotoków z przewodu pokarmowego, chirurgicznego leczenia choroby wrzodowej żołądka i dwunastnicy, leczenia przewlekłego zapalenia trzustki. Na uwagę zasługuje praca na temat leczenia zewnętrznych przetok jelita cienkiego. Udowodniono, że leczenie zachowawcze albo opóźnione leczenie operacyjne zewnętrznych przetok jelita cienkiego jest niekorzystne. Najbardziej celowa jest szybka likwidacja przetoki drogą resekcji jelita wraz z przetoką, zanim wystąpią ciężkie powikłania metaboliczne.
Wśród prac doświadczalnych interesujące są prace na temat, dotąd w Polsce mało znany, elektrycznej czynności mięśniówki żołądka. Prace te zostały wykonane w Instytucie Chirurgii Doświadczalnej w Edmonton, w Kanadzie. Badania na zwierzętach dotyczyły: a) hormonalnej i nerwowej kontroli elektrycznej czynności mięśniówki żołądka wyizolowanego i perfundowanego krwią homologiczną w specjalnie do tego celu przygotowanej komorze perfuzyjnej oraz b) wpływu i różnych dawek pentagastryny na elektryczną czynność in vivo. Po raz pierwszy w świecie udało się (razem z prof. Konstantym Kowalewskim) dokonać u psów zapisu elektrycznej czynności mięśniówki żołądka wyizolowanego i perfundowanego krwią homologiczną oraz przeprowadzić na tym preparacie badania nad wpływem różnych leków na tę czynność (in vitro). Oryginalnymi były również badania wpływu krwotoku i wysokich temperatur (również po raz pierwszy na świecie) na elektryczną czynność żołądka. W wyniku badań (razem z prof. K. Bowes) przeprowadzonych na psach (in vivo) również poczyniono bardzo oryginalne i dotąd nieznane spostrzeżenia: duże dawki pentagastryny (4 i 6 mikrogramów/kg) powodowały zanikanie tzw. rytmu odzewowego (potencjałów czynnościowych). Obserwacje te znalazły zastosowanie kliniczne w Kanadzie w leczeniu ludzi chorych z ciężkimi postaciami zespołu poresekcyjnego.
W grupie prac z dziedziny chirurgii ogólnej i endokrynologii na uwagę zasługują prace dotyczące chirurgicznego leczenia ludzi powyżej 60 roku życia. Na dużej liczbie 1350 chorych oceniono aktualne możliwości w tej dziedzinie, ryzyko i niebezpieczeństwo związane z leczeniem chirurgicznym. U ludzi starych największy procent zgonów dawały operacje wykonane z konieczności w trybie nagłym, bez możliwości należytego przygotowania chorego z długotrwałymi, niewyrównanymi zaburzeniami metabolicznymi.
Wśród prac z anatomii szczególnie dwie mają charakter odkrywczy. W jednej z nich, w badaniach na zwłokach ludzkich, doszło do odkrycia powięzi grzbietowej ręki, którą nazwano międzyścięgnową powięzią grzbietu ręki. W drugiej – dotyczącej badań naturalnych połączeń chłonno-żylnych w przestrzeni pozaotrzewnowej, w oparciu o liczne doświadczenia na psach wykazano, że połączenia takie znajdują się między naczyniami chłonnymi pni lędźwiowych a żyłami biodrowymi i kręgosłupowymi.
W grupie prac z dziedziny chirurgii obrażeń wielonarządowych szczególne znaczenie praktyczne ma praca: „Analiza mnogich obrażeń ciała”, gdzie w oparciu o bardzo dużą liczbę obserwowanych chorych opracowano specjalną tabelę prognostyczną, która ułatwia kolejność i sposób postępowania u najciężej chorych.
Spośród 92 doniesień naukowych 72 były przedstawione w formie referatów na krajowych bądź zagranicznych Zjazdach Naukowych, pozostałe 20 przedstawiono na posiedzeniach Towarzystw Naukowych – Oddział Warszawski.
Wiele spośród prac opublikowanych to tzw. „oryginalne prace twórcze”. Są wśród nich prace kliniczne oparte na bardzo dużym materiale, a dotyczą wyników leczenia chorych z powodu krwotoku z przewodu pokarmowego (678 chorych), wyników leczenia 284 chorych z zespołem pozakrzepowym, wyników operacyjnego leczenia tętniaków aorty brzusznej (65 chorych) i wyników leczenia chorych z kalectwem dróg żółciowych (57 chorych). Wśród tych prac znajdują się również trzy oryginalne prace doświadczalne. Jedna z nich, wykonana na psach, udowadnia istnienie dodatkowych połączeń chłonno-żylnych w przestrzeni zaotrzewnowej, które otwierają się w warunkach zastoju i nadciśnienia chłonki, co następuje np. w przypadku podwiązania ductus thoracicus. Dwie następne – to prace wykonane na modelach mechanicznych, a dotyczące wpływu konfiguracji przeszczepu aortalno-nerkowego na przepływ całkowity oraz wpływu zwichrzenia łuku aorty na pole przepływu i rozkład wydatków w tętnicach szyjnych i podobojczykowych. Udało się wykazać, że całkowity przepływ w doświadczalnym modelu łukowatego przeszczepu naczyniowego aortalno-nerkowego nie zależy od konfiguracji przeszczepu, to znaczy od miejsca zespolenia z aortą, od kąta odejścia od aorty, od odległości między miejscem zespolenia z przekrojem tętnicy nerkowej a aortą oraz że graniczna wartość promienia dla naczyniowego przeszczepu łukowatego aortalno-nerkowego wynosi 0,25 cm. Wykazano również, że wielkości przepływów w tętnicach szyjnych wspólnych i tętnicach podobojczykowych nie zawsze zależą od kąta zwichrzenia łuku aorty.
Jedenaście prac ukazało się w formie podręcznikowej w „Zagadnieniach Chirurgii Klinicznej” pod redakcją prof. Jana Nielubowicza. Są to jednak typowe prace naukowe oparte na znaczącym materiale klinicznym, a dotyczące leczenia chirurgicznego przetok jelita cienkiego, ostrego i przewlekłego zapalenia trzustki, obrażeń mnogich, choroby wrzodowej żołądka i dwunastnicy oraz cukrzycy u chorych chirurgicznych.
Stanisław Zając od 1974 r. współpracował z Instytutem Chirurgii Doświadczalnej Uniwersytetu Alberta w Edmonton, w Kanadzie. Razem z prof. K. Bowes i prof. Konstantym Kowalewskim pracował nad zagadnieniami związanymi z elektryczną czynnością żołądka i dwunastnicy. Współpracował również od 1974 r. z Wydziałem Mechanicznym Uniwersytetu Alberta w Edmonton oraz z Zakładem Mechaniki Cieczy i Gazów Polskiej Akademii Nauk. Z prof. Czesławem Rodkiewiczem, z dr Wojciechem Kalitą i dr S. Tokarzewskim prowadził badania nad przepływami cieczy newtonowskiej w doświadczalnych modelach niedrożności lub zwężenia tętnic łuku aorty. Od 1996 r. współpracował także z prof. K. Galusem z CMKP w Warszawie. Prowadził badania nad przepływami krwi w tętnicach właściwych palców u chorych z napadami fenomenu Raynaud’a. Poza tym był kierownikiem projektu badawczego KBN Nr 4 PO5B 077 08 na temat: „Badania wydolności autonomicznego układu nerwowego u chorych z napadami fenomenu Raynaud’a”. W wyniku przeprowadzonych badań stwierdzono, że u osób z napadami fenomenu Raynaud’a, w przebiegu tzw. czystej postaci choroby, występują zaburzenia reakcji układu wegetatywnego na takie testy jak: pionizacja, zwalnianie oddechu, oziębienie; świadczy to o niewydolności tego układu i zaburzeniach jego funkcjonowania pod postacią jego niedoczynności.
Tematami pięciu prac doktorskich, których był promotorem były: 1) „Zastosowanie pasty Rieblera do leczenia przetok ropnych” (dr J. Bogacki, 1988 r.), 2) „Rola układu nerwowego w patomechanizmie napadów fenomenu Raynaud’a” (dr M. Jędrasik 1989 r.), 3) „Wyniki chirurgicznego leczenia miażdżycy tętnic kończyn dolnych u chorych z cukrzycą” (dr S. Nazarewski, 1990 r.), 4) „Gojenie się rany operacyjnej po częściowym wycięciu tchawicy i zespoleniu koniec do końca” (dr H. Koziak, 1993 r.), 5) „Możliwości i wyniki chirurgicznego leczenia raka odbytnicy u chorych w rejonie staszowskim” (dr M. Szymański, 2003 r.). Są to prace ciekawe, wnoszące oryginalny wkład do nauki. W pierwszej z nich (Bogacki) zastosowano dentystyczną pastę Rieblera do leczenia różnego rodzaju przetok w klinice chirurgicznej. Leczono chorych z przewlekłymi przetokami ropnymi, którzy cierpieli z tego powodu przez wiele lat, byli kilkakrotnie operowani nieskutecznie, a dotychczasowe leczenie zachowawcze również nie spowodowało wyleczenia. Chorzy ci sami rezygnowali z dalszych proponowanych operacji, a niekiedy sam leczący nie podejmował się dalszego leczenia. Pasta Rieblera okazała się niezwykle skuteczna (94% wyleczenia). W drugiej pracy (Jędrasik) po raz pierwszy badano somatosensoryczne potencjały wywołane u chorych z napadami fenomenu Raynaud’a oraz przeprowadzono w tej grupie chorych badania elektroencefalograficzne. Wyniki tych badań okazały się bardzo ciekawe i przyczyniły się do lepszego zrozumienia patomechanizmu napadów fenomenu Raynaud’a. W trzeciej pracy (Nazarewski) zastosowano do statystycznej oceny wyników leczenia operacyjnego chorych z miażdżyca tętnic i współistniejącą cukrzycą nowoczesną metodę Life-Table Analysis. Przy pomocy tej metody oceniano skumulowane wskaźniki drożności przeszczepów naczyniowych w odcinku aortalno-udowym i udowo-podkolanowym, a także skumulowane wskaźniki uratowania kończyny dolnej.
Praktyczne wnioski, jakie wyciągnęli na podstawie przeprowadzonych badań dr Koziak i dr Szymański niewątpliwie również przyczyniają się do poprawy wyników leczenia chorych.

## Działalność dydaktyczno-wychowawcza
Już jako asystent Zakładu Anatomii Prawidłowej, w okresie 1960–1968 prowadził ćwiczenia prosektoryjne dla studentów I roku, będąc jednocześnie opiekunem grupy studenckiej. W 1970 r. brał udział w pracach Rektorskiej Komisji ds. Studenckich Praktyk Wakacyjnych. W latach 1975–1976 kierował grupą lekarzy konsultujących chirurgicznie (i stale dyżurujących w Izbie Przyjęć PSK Nr 1) Kliniki Wewnętrzne, Ortopedyczną, Okulistyczną, Neurologiczną i Urologiczną – po przeprowadzeniu się Klinik Chirurgicznych do nowo wybudowanego gmachu Instytutu Chirurgii przy ul. Banacha 1A.
W 1978 r. i w 1979 r. pracował w Komisji Rekrutacyjnej dla kandydatów na I rok studiów. Jako starszy asystent I Kliniki Chirurgicznej, a później adiunkt i docent Kliniki Chirurgii Naczyń i Transplantologii prowadził ćwiczenia, seminaria i wykłady dla studentów V roku medycyny. Przez szereg lat był opiekunem Studenckiego Naukowego Koła Chirurgicznego. Koło to kilkakrotnie organizowało wakacyjne obozy naukowe w Szpitalu w Łomży. Największym osiągnięciem Koła był udział w organizacji Międzynarodowego Sympozjum i otrzymanie I nagrody naukowej na Sympozjum Kół Naukowych w Gdańsku.
W latach 1983–1984 brał udział w pracach Komisji do Opracowania Testowego Egzaminu Dyplomowego z Chirurgii. W latach 1982–1989 był członkiem Senatu AM w Warszawie. Od 1982 r. do 1984 r. był członkiem Rektorskiej Komisji ds. Klinicznych. W latach 1984–1989 był członkiem, a następnie przewodniczącym Uczelnianej Komisji Wyborczej. W 1986 r. był członkiem Senackiej Komisji ds. Statutu AM w Warszawie. W 1983 r. był członkiem Wojewódzkiego Zespołu do Zwalczania Zakażeń Szpitalnych. W latach 1980–1985 był koordynatorem dwóch tematów naukowych: 1) leczenie miażdżycy tętnic łuku aorty, 2) choroba i zespół Raynaud’a. Od 1980 r. do chwili rozwiązania Instytutu Chirurgii był członkiem Rady Naukowej tego Instytutu. W latach 1987–1997 był siedemnastokrotnie członkiem Komisji Egzaminacyjnej na I i II stopień specjalizacji z chirurgii ogólnej. Od 1982 r. egzaminował z chirurgii studentów VI roku medycyny. Od 1968 r. do 1990 r. czterokrotnie wykładał na kursach w Studium Doskonalenia Lekarzy.

## Działalność społeczna
W latach 1970–1973 pełnił funkcję sekretarza w Komisji Nauki Warszawskiego Komitetu ZSL. W tym też czasie był członkiem Komisji Zdrowia i Opieki Społecznej Stołecznej Rady Narodowej.
W pierwszych demokratycznych wyborach do Sejmu Rzeczypospolitej Polskiej kandydował na posła.
Współpracował z Kombatantami Armii Krajowej z rejonu kieleckiego i udzielał im pomocy lekarskiej. Podobnie, pomocy medycznej udzielał byłym więźniom Obozów Koncentracyjnych z rejonu radomskiego.
Przynależał do Zjednoczonego Stronnictwa Ludowego (obecne PSL).

## Działalność obecna
Razem z żoną współpracuje z Katedrą i Zakładem Medycyny Sądowej AM w Warszawie.

## Spis prac naukowych, autorskich oraz współautorskich
1. Zewnętrzne przetoki jelita cienkiego. Pol. Tyg. Lek., 1966, 36, 1374.
2. Rzadkie przypadki symetrycznych odmian mięśniowych kończyn górnych. Folia Morph., 1967, 1, 41.
3. Badania nad wpływem tzw. maksymalnej dawki histaminy i insuliny na czynność wydzielniczą żołądka. Pol. Tyg. Lek.,1967, 46,1762.
4. Wyniki wycięcia części odźwiernikowej i nerwów błędnych w operacyjnym leczeniu wrzodu dwunastnicy. Pol. Przeg. Chir., 1967, 5, 508.
5. Choroby chirurgiczne wieku starczego. Pam. III Zjazdu Pol. Tow. Szpitalnictwa, Warszawa, 1967, 285.
6. Jednoczesne wycięcie żołądka i cholecystektomia we współistniejącej chorobie wrzodowej i kamicy pęcherzykowej. Wiad. Lek., 1967, 13, 1245.
7. Wykonanie i wskazania do sączkowania przewodu piersiowego. Pol. Przeg. Chir., 1967, 8, 805.
8. Budowa i topografia wielkich gruczołów ślinowych u macacus cynomolgus. Folia Morph., 1968, 1, 101.
9. Rzadki przypadek podwójnego przewodu pęcherzykowego. Folia Morph., 1968, 75.
10. Barwienie naczyń chłonnych metodą D.D. Zerbino. Folia Morph., 1968, 3, 397.
11. Zastawki żyły głównej tylnej i zatoki wieńcowej u psa. Folia Morph., 1968, 447.
12. Rzadki przypadek mnogich odmian naczyniowych. Folia Morph., 1968, 4, 497.
13. Podnasierdziowa sieć chłonna serca człowieka i serca świni. Folia Morph., 1968, 4, 453.
14. Dodatkowy mięsień obręczy kończyny górnej. Folia Morph., 1968, 4, 547.
15. Cukrzyca utajona u chorych z miażdżycową niedrożnością tętnic kończyn. Pol. Przeg. Chir., 1968, 8, 869.
16. Badania oporu naczyniowego wyosobnionej wątroby ludzkiej. Pol. Przeg. Chir., 1969, 6, 733.
17. Ocena doszczętnej wagotomii jako kryterium wyleczenia wrzodu dwunastnicy. Pol. Tyg. Lek., 1969, 39, 1482.
18. Naturalne połączenia chłonno-żylne między zbiornikiem mleczu (cisterna chyli) i żyłą główną dolną. Praca doktorska, AM, Warszawa, 1969.
19. Wyniki przeszczepiania nerek w Ośrodku Warszawskim. Pol. Arch. Med. Wewn., 1970, 2, 175.
20. Pozaustrojowa perfuzja wątroby świńskiej u chorych z niewydolnością wątrobową w przebiegu ostrego zapalenia wirusowego. Pam. XLV Zjazdu Chir. Pol., Poznań, 1970, 839.
21. Leczenie choroby wrzodowej żołądka i dwunastnicy. Pam. XLV Zjazdu Chir. Pol., Poznań, 1970, 163.
22. Doświadczalna analiza obrazu rentgenowskiego w niedrożności jelit. Pam. XLV Zjazdu Chir. Pol., Poznań, 1970. 148.
23. Analiza urazów komunikacyjnych z zakresu otolaryngologii w materiale urazowym PSK Nr 1 w Warszawie w roku 1969. Pam. XXVIII Zjazdu Otolaryng., 1970, 257.
24. Chirurgiczne leczenie ludzi starych. Geriatria w Aspekcie Klinicznym i Społecznym, PZWL, Warszawa, 1970, 197.
25. Pozaustrojowa perfuzja obcogatunkowej wątroby u człowieka. Pol. Przeg. Chir., 1971, 2, 193.
26. Varation of origin and branches of the inferior mesenteric artery and it’s anastomoses. Folia Morph., 1971, 4, 510.
27. Wyniki leczenia operacyjnego niedrożności tętnic. Pam. XIV Zjazdu Sekcji Torakochir. I Chir. Naczyniowej Tow. Chir. Pol., Warszawa, 1971, 124.
28. Doraźne postępowanie w ostrym obfitym krwotoku z żylaków przełyku. Pol. Przeg. Chir., 1971, 7, 1145.
29. Połączenia chłonno-żylne między zbiornikiem mleczu i żyłą główną dolną. Pol. Przeg. Chir., 1971, 10, 1489.
30. Badania mikroskopowo-elektronowe kory nadnerczy w przypadkach zespołu Cushinga. Pam. VII Zjazdu Endokrynologów, Katowice, 1971, 243.
31. Emergency management of acute profuse hemorrhage from esophageal varices. Polish Med. Journal, 1972, 4, 957.
32. Wczesne relaparotomie. Pam. XLVI Zjazdu Tow. Chir. Pol., Lublin, 1972, 808.
33. Natural lympho-venous communication between the cisterna chyli and inferior vena cava. Polish Med. Journal, 1972, 5, 1271.
34. Mnogie obrażenia urazowe. Pam. XLVI Zjazdu Tow. Chir. Pol., Lublin, 1972, 755.
35. Badania doświadczalne radiologicznego obrazu rozdętej pętli jelita. Pol. Przeg. Chir., 1973, 4, 47.
36. Wczesne ponowne otwarcie jamy brzusznej. Pol. Przeg. Chir., 1973, 5, 599.
37. Dorsal intertendineus fascia of the hand. Folia Morph., 1974, 2, 121.
38. Analiza mnogich obrażeń ciała. Lekarz Wojsk., 1975, 1, 20.
39. Effect of ischemic anoxia on myoelectrical and mechanical activity of the totaly isolated canine stomach. Surg. Gynec. Obst., 1975, 140, 187.
40. Effect of release of endogenous gastrin on myoelectrical and mechanical activity of isolated canine stomach. Pharmacology, 1975, 13, 56.
41. Badania przepływów cieczy w doświadczalnym modelu niedrożności tętnic łuku aorty. Pol. Przeg. Chir., 1975, 6, 677.
42. The effect of drugs on the electrical and mechanical activity of the isolated porcine stomach. Pharmacology, 1975, 13, 86.
43. Electrical and mechanical activity of the isolated canine stomach perfused with homologous, in vitro, oxygenated blood. Pharmacology, 1975, 13, 448.
44. Effect of hemorrhage on myoelectrical activity of stomach and duodenum in dogs. Surg. Gyn. Obst., 1975, 141, 22.
45. Przetaczanie krwi. Kompendium postępowania przed- i pooperacyjnego w chirurgii ogólnej. PZWL, Warszawa, 1981.
46. Model matematyczny rozpływu krwi w łuku aorty. Postępy Fizyki Med., 1976, 3, 49.
47. Metoda badania elektrycznej czynności żołądka i dwunastnicy. Pol. Przeg. Chir., 1976, 4, 459.
48. Współczesne poglądy dotyczące hormonów żołądkowo-jelitowych. Pol. Przeg. Chir., 1976, 7, 955.
49. Effect of ischemic anoxia on electrical and mechanical activity of the totally isolated porcine stomach. Eur. Surg. Res., 1976, 8, 12.
50. Odległe wyniki chirurgicznego leczenia zatoki włosowej.(sinus pilonidalis). Pol. Przeg. Chir., 1976, 11, 1399.
51. Effect of aortic arch atherosclerotic formations on blood mass flow – distribution. Department of Mech. Engin. University of Alberta, Canada, Department Report Number 8, October, 1976.
52. Chirurgiczne leczenie ludzi powyżej siedemdziesiątego roku życia. Geriatria, PZWL, Warszawa, 1976, 299.
53. Powikłania i ich zapobieganie w operacyjnym leczeniu chorób tarczycy i przytarczyc. Postępy Chirurgii Ogólnej, Centrum Med. Kszt. Podyplom., Warszawa,1976, 77.
54. Sprawozdanie z naukowego pobytu w Kanadzie. Pol. Przeg. Chir., 1976, 4, 526.
55. Zastosowanie metody perfuzji pozaustrojowej do badań nad wpływem temperatury na czynność elektryczną wyizolowanego żołądka. Przegląd Metodyczny, AM, Kraków, 1976, XI, 7.
56. Peripheral lympho-venous anastomoses. Folia Morph., 1977, 1, 43.
57. Naczynia limfatyczne wątroby marskiej. Pol. Przeg. Chir., 1977, 3, 329.
58. Badania nad hormonalną i nerwową kontrolą elektrycznej czynności żołądka wyizolowanego. Pol. Przeg. Chir. 1977, 7, 683.
59. Wpływ pentagastryny na elektryczną czynność żołądka po wagotomii. Pol. Przeg. Chir., 1977, 12, 1191.
60. Arteriografia w przypadkach schorzeń ręki. Pol. Przeg. Rad. i Med. Nukl., 1978, 1, 47.
61. Wpływ wagotomii całkowitej na elektryczną czynność mięśniówki żołądka. Pol. Przeg. Chir., 1978, 12, 129.
62. The origin of Raynaud’s phenomenon. J. Cardiovasc. Surg., 1978, 19, 607.
63. Badania nad patomechanizmem fenomenu Raynaud’a. Pol. Przeg. Chir., 1978, 11, 903.
64. Effect of Aortic Arch Atherosclerotic Formations on Blood Mass Flow Distribution. Journal of Biomechanical Engineering, 1979, 101, 96.
65. Badania nad patomechanizmem fenomenu Raynaud’a. Akademia Medyczna, Warszawa, 1979.
66. Przetaczanie krwi. Kompendium postępowania przed- i pooperacyjnego w chirurgii ogólnej. Wyd. II, PZWL, 1979, 81.
67. Leczenie chorych powyżej sześćdziesiątego roku życia w klinice chirurgicznej. Geriatria, Wyd. II, PZWL, 1979, 314.
68. Zmiany zwyrodnieniowe w szyjnym odcinku kręgosłupa u chorych z napadami fenomenu Raynaud’a. Biomechaniczna Analiza Czynności Prowadzących do Powstawania Zespołów Bólowych Związanych z Szyjnym Odcinkiem Kręgosłupa i ich Profilaktyka. PZWL, Warszawa, 1978, 78.
69. Krwotoki z przewodu pokarmowego. Pol. Przeg. Chir., 1979, 10, 969.
70. Wyniki leczenia 678 chorych przyjętych do Kliniki z powodu ostrego obfitego krwotoku z wrzodu żołądka lub dwunastnicy. Pol. Przeg. Chir., 1980, 11, 945.
71. Leczenie chorych z niedokrwieniem kończyn dolnych i współistniejącą cukrzycą. Pol. Przeg. Chir., Suplement, 1981, 187.
72. Leczenie chirurgiczne przetok jelita cienkiego. Zagadnienia Chirurgii Klinicznej, PZWL, Warszawa, 1981, 149.
73. Ostre i przewlekłe zapalenie trzustki. Zagadnienia Chirurgii Klinicznej, PZWL, Warszawa, 1981, 175.
74. Wycięcie części trzustki. Torbiele trzustki. Zagadnienia Chirurgii Klinicznej, PZWL, Warszawa, 1981, 181.
75. Obrażenia urazowe głowy. Zagadnienia Chirurgii Klinicznej, PZWL, Warszawa, 1981, 271.
76. Obrażenia mnogie. Zagadnienia Chirurgii Klinicznej, PZWL, Warszawa, 1981, 289.
77. Zatoki włosowe okolicy krzyżowo-guzicznej (sinus pilonidalis). Zagadnienia Chirurgii Klinicznej, PZWL, Warszawa, 1981, 425.
78. Cukrzyca u chorych chirurgicznych. Zagadnienia Chirurgii Klinicznej, PZWL, Warszawa, 1981, 65.
79. Wyniki leczenia chirurgicznego choroby wrzodowej żołądka i dwunastnicy. Zagadnienia Chirurgii Klinicznej, PZWL, Warszawa, 1981, 95.
80. Choroba, zespół i fenomen Raynaud’a. Pol. Przeg. Chir., 1981, 7, 651.
81. Hemobilia leczona podwiązaniem prawej tętnicy wątrobowej. Pol. Przeg. Chir., 1982, 5, 421.
82. Nadciśnienie naczyniowo-nerkowe wywołane obustronnym zwężeniem tętnic nerkowych, leczone przeszczepem żylnym i autoprzeszczepem drugiej nerki. Pol. Przeg. Chir., 1982, 5–6, 417.
83. Przypadek mnogich tętniaków aorty. Pol. Przeg. Chir., 1984, 11, 422.
84. Przetaczanie krwi. Kompendium postępowania przed- i pooperacyjnego w chirurgii ogólnej. Wydanie III, PZWL, Warszawa, 1985, 73.
85. Pięć przypadków rakowiaka. Wiad. Lek., 1985, 10, 733.
86. Niepasożytnicze torbiele wątroby. Pol. Przeg. Chir., 1986, 1, 71.
87. Odległe wyniki leczenia 284 chorych z zespołem pozakrzepowym za pomocą operacji Lintona. Pol. Przeg. Chir., 1985, 9, 761.
88. Odma pęcherzykowa jelit. Pol. Przeg. Chir., 1985, 5, 423.
89. Wyniki leczenia operacyjnego tętniaków aorty brzusznej w latach 1975–1984. Pol. Przeg. Chir., 1985, 5, 364.
90. Wyniki operacyjnego leczenia 57 chorych z kalectwem dróg żółciowych. Pol. Przeg. Chir., 1986, 10, 856.
91. Effect of arterial blockages on blood flow distribution in a pasive system. Faculty of Engineering the University of Alberta, Canada, Departmental Report, 1987.
92. Recurrences after surgical treatment of patients with postthrombotic syndrome of the lower extremities. Eur. J. Vasc. Surg., 1988, 2, 191.
93. Wyleczenie przetoki pochwowo-odbytniczej za pomocą pasty Rieblera. Pol. Przeg. Chir., 1988, 60, 749.
94. Nietypowy przypadek nadciśnienia naczyniowo-nerkowego. Pol. Przeg. Chir., 1988, 12, 1013.
95. Guz chromochłonny położony ektopowo. Pol. Przeg. Chir., 1989, 2, 123.
96. Nadciśnienie naczyniowo-nerkowe u chorego z anomalią rozwojową tętnic nerkowych i kamicą pęcherzyka żółciowego. Pol. Przeg. Chir., 1989, 6, 491.
97. Obustronne amputacje po mnogich operacjach naczyniowych u chorych z zaawansowanym niedokrwieniem kończyn dolnych. Wiad. Lek., 1989, 8, 517.
98. Operacja tętniaka aorty brzusznej u chorego z nerką podkowiastą. Pol. Przeg. Chir., 1989, 4, 294.
99. Wpływ konfiguracji przeszczepu aortalno-nerkowego na przepływ całkowity. Pol. Przeg. Chir., 1989, 6, 454.
100. Wpływ zwichrzenia łuku aorty na pole przepływu i rozkład wydatków w tętnicach szyjnych i podobojczykowych. Pol. Przeg. Chir., 1989, 11, 890.
101. Rzadko występująca przyczyna zwężenia tętnicy nerkowej z następowym nadciśnieniem tętniczym. Wiad. Lek., 1989, XLII, 22–24, 1139.
102. Wyniki leczenia operacyjnego tętniaków aorty brzusznej. Wybrane zagadnienia z chirurgii klatki piersiowej, serca i naczyń. Materiały XXII Zjazdu Sekcji Chir.Kl. Piers., Serca i Naczyń Tow. Chir. Pol., Katowice, 1989, 212.
103. Przetoka skórno-kątnicza wyleczona za pomocą dentystycznej pasty Rieblera. Wiad. Lek., 1989, XLII, 980.
104. Naturalne połączenia chłonno-żylne w przestrzeni zaotrzewnowej. Pol. Przeg. Chir., 1990, 3, 203.
105. Elektryczna czynność mięśniówki żołądka. Medycyna, 1990, 5, 30.
106. Wyznaczanie kątów przyszycia protez naczyniowych. Pol. Przeg. Chir., 1991, 63, 7, 618.
107. Optymalne konfiguracje trójsegmentalnych połączeń chirurgicznych. Mechanika Teoret. i Stosowana, 1991, 29, 3–4, 498.
108. Rzadka przyczyna napadowej hipoglikemii. Pol. Przeg. Chir., 1992, 64, 7, 939.
109. Badania elektro-encefalograficzne u chorych z napadami fenomenu Raynaud’a. Pol. Przeg. Chir., 1992, 64, 1, 49.
110. Studium naturalnej historii napadów fenomenu Raynaud’a. Po. Przeg. Chir., 1992, 64, 1, 43.
111. Badania układu nerwowego kończyn górnych chorych z napadami fenomenu Raynaud’a za pomocą somatosensorycznych potencjałów wywołanych. Pol. Przeg. Chir., 1992, 64, 1, 53.
112. On the subclavian steal syndrome in vitro studies. Journal of Biomechanical Engin., 1992, 114, 527.
113. Torbiel bąblowca. Pol. Tyg. Lek., 1993, XLVIII, 9–10, 236.
114. Zakrzepica żylna spowodowana wrodzonym niedoborem antytrombiny III. Pol. Przeg. Chir., 1993, 65, 1, 64.
115. On the subclavian-carotid transposition for the subclavian steal syndrome – in vitro studies. Journal of Biomechanical Engin., 1993, 115, 205.
116. Badania nad patomechanizmem zespołu podkradania. Pol. Przeg. Chir., 1993, 65, 11, 1088.
117. Badania doświadczalne nad skutecznością operacji Parrota. Pam. LVI Zjazdu Tow. Chir. Pol., Lublin, 1993, 545.
118. On the subclavian steal syndrome. Proceedings 14th Canadian Congress of Applied Mechanics. CANCAM, 1993, 2, 731.
119. Odległe wyniki operacji chorych z zespołem pozakrzepowym. Pam. LVI Zjazdu Tow. Chir. Pol., Lublin, 1993, II, 485.
120. On the surgical elimination of the subclavian steal syndrome – in vitro studies. University of Alberta, Canada, Department Report N. 87, March, 1993.
121. Wyniki przeszczepów naczyniowych aortalno-udowych i udowo-podkolanowych u chorych z miażdżycą i współistniejącą cukrzycą. Pol. Przeg. Chir., 1994, 66, 1, 52.
122. Wyniki operacyjnego leczenia chorych z zespołem stopy cukrzycowej. Pol. Przeg. Chir., 1994, 66, 4, 364.
123. Amputacje w obrębie uda i podudzia u chorych z miażdżycą tętnic i współistniejącą cukrzycą. Pol. Przeg. Chir., 1994, 66, 2, 139.
124. Autotransplantacja nerki w leczeniu nadciśnienia naczyniowo-nerkowego. Pol. Przeg. Chir., 1994, 66, 12, 1256.
125. Experimental and numerical data on the abdominal aortic aneurysm. University of Alberta, Canada, Department Report N. 90, 1994.
126. Wpływ pentagastryny na elektryczną czynność żołądka i dwunastnicy. Biuletyn Naukowy CSK AM, Warszawa, 1994, 1, 11.
127. Wpływ pyloroplastyki na elektryczną czynność żołądka i dwunastnicy. Biuletyn Naukowy CSK AM, Warszawa, 1994, 1, 13.
128. Gojenie się rany operacyjnej po częściowym wycięciu tchawicy i zespoleniu koniec do końca. Biuletyn Naukowy CSK AM, Warszawa, 1994, 1, 3.
129. On the symmetric abdominal aortic aneurysm. Proceedings Canadian Congress of Applied Mechanics CANCAM, 1995.
130. Wyniki dotychczasowych badań nad patomechanizmem fenomenu Raynaud’a. Medical Science Monitor, 1995, 1, 97.
131. Badania doświadczalne nad elektryczną i mechaniczną czynnością żołądka wyizolowanego. Medical Science Monitor, 1995, I, 1, 101.
132. On the abdominal aneurysm: numerical and in vitro experimental study. Proceedings RC JEEE-EMBS, 14th BMESJ, 1995, 2, 86.
133. Badania przepływów cieczy newtonowskiej w doświadczalnym modelu niedrożności tętnic łuku aorty. Medical Science Monitor, 1995, 1, 3, 296.
134. Traitment chirurgical de la thrombose veineuse des membres inferieurs: vingt ans d’experience. Przegląd Angiologiczny, 1996, I, 38.
135. Studium historii naturalnej 208 chorych z miażdżycą tętnic kończyn dolnych i cukrzycą. Pol. Tyg. Lek., 1996, LI, 1–5, 19.
136. On the arterial aneurysm: quasi-steady flow considerations. Med. Science Monitor, 1996, 2, 1, 99.
137. Surgical treatment of cerebra ischaemia by vascular bypass between common caroid arteries – cases report. Med. Science Monitor, 1997, 3/4, 576.
138. On the abdominal aortic aneurysm: pulsatile state considerations. Med. Eng. Phys., 1997, 19, 34.
139. Wpływ techniki operacyjnej w subtotalnej, obustronnej tyreoidektomii na ryzyko wystąpienia pooperacyjnej niedoczynności przytarczyc. Endokrynologia Polska, Suplement Nr 4 do Zeszytu 2/1997, Tom 48, 159.
140. Analiza zmian w obrazie arteriograficznym tętnic u chorych z miażdżycą tętnic kończyn dolnych i cukrzycą. Endokrynologia Polska, Suplement Nr 4 do Zeszytu 2/1997, Tom 48, 163.
141. Jednoczasowo występujący pierwotny rak obu nadnerczy z przerzutami do kręgosłupa. Endokrynologia Polska, Suplement Nr 4 do Zeszytu 2/1997, Tom 48, 41.
142. Taktyka postępowania diagnostycznego i terapeutycznego w insulinoma. Endokrynologia Polska, Suplement Nr 4 do Zeszytu 2/1997, Tom 48, 180.
143. Badania wydolności autonomicznego układu nerwowego u chorych z napadami fenomenu Raynaud’a. Sprawozdanie z realizacji projektu badawczego KBN: Nr 4 PO5B 077 08, Nr umowy: 0639/PO5/95/08. 1998.
144. Repeat vascular operations for late aortofemoral graft oclusions. European Chapter International Union of Angiology, 1999, 235.
145. Can Low Level of von Willebrand Factor Decrease the Risk of Thrombosis in Families with Antithrombin or Protein C Deficiency? Thromb. Haemost., 1999, 81, 846.
146. Doc. dr hab. med. Roman Jędrzejewski (1909–1989). Wspomnienie w 10 rocznicę śmierci. Medycyna – Dydaktyka – Wychowanie, AM w Warszawie, 1999, XXXI, 3–4, 55.
147. The argyrophilic nucleolar organizer regions (Ag NOR) staining for assessment of potential malignancy in multiple intraoperative fine needle biopsy and histology of resected thyroid nodules. Annals of Diagnostic Paediatric Pathology, 2000, 4 (3–4), 53.
148. Effect of surgical technique in subtotal and bilateral thyroidectomy on risk of postoperative parathyroid insufficiency development – our experience. Med. Sci. Monit., 2000, 6 (3), 564.
149. Surgery for organic hyperinsulinism. Przegląd Lekarski, Tom 57, Suplement 6/2000.
150. Wpływ monoazotanu izosorbidu na skórny przepływ krwi u pacjentów z zespołem Raynaud’a. Wiadomości Lekarskie, 2002, 55 (1–2), 29.
151. Postępowanie w ostrym masywnym niedokrwieniu kończyny dolnej. Standardy Medyczne, Nr 4, Tom 4, 2003, 934.
152. Pro memoria; Dr n. med. Tadeusz Kocon. Medycyna – Dydaktyka – Wychowanie, AM w Warszawie, Nr 9/2003, 65.
153. Wybrane zagadnienia z chirurgii. Skrypt dla studentów V roku medycyny. Dział Wyd. AM w Warszawie, 2003.
154. Ostre zapalenie trzustki. Wybrane zagadnienia z chirurgii.AM w Warszawie, 2003, 136.
155. Kompendium Zasad Operacji Narządów Jamy Brzusznej. Wyd. Akademii Medycznej w Warszawie, 2004.
156. Dotychczasowe poglądy na temat choroby i zespołu Raynaud’a w świetle aktualnych własnych badań. Standardy Medyczne (w druku), 2006.
157. Standardy postępowania diagnostycznego w przypadku napadów fenomenu Raynaud’a. Standardy Medyczne (w druku), 2006.
158. Diagnostyka różnicowa ostrych chirurgicznych bólów brzucha w praktyce lekarza rodzinnego. Wyd. Standardy Medyczne (w druku), 2007.